# Lonchorhina
Lonchorhina — рід родини листконосові (Phyllostomidae), ссавець ряду лиликоподібні (Vespertilioniformes, seu Chiroptera).

## Опис
Довжина голови й тіла від 51 до 74 мм, хвіст від 32 до 69 мм, довжина передпліччя між 41 і 59 мм, вага до 19 гр. Загальне забарвлення тіла світле червонувато-коричневе. Морда коротка і висока. Вуха довгі, широкі, роздільні. Зубна формула: 2/1, 1/1, 2/2, 3/3 = 30.

## Поширення
Населяє Центральну й Південну Америку.

## Поведінка
Раціон складається в основному з фруктів і членистоногих.